# Union Sportive de Ouagadougou
O Union Sportive de Ouagadougou é um clube de futebol de Burquina Fasso, situado na cidade de Uagadugu.
Disputa o Campeonato nacional e a Copa nacional do país e teve somente quatro participações em competições continentais de clubes, nos anos de 1968, 1984, 2006 e 2009.

## Títulos
- Campeonato Burquinense de Futebol (2): 1967 e 1983